# 2015年8月中國大陸

## 8月2日
- 释永信缺席泰国少林功夫展演。作为中国主办方负责人，嵩山少林寺方丈释永信没有按照之前约定现身，少林寺赴泰领队释永福法师对此未作回应。工作人员临时修改了展演活动播放的背景视频，删除一些显示有释永信影像的内容。少林寺否认释永信受宗教局调查[1][2]。

## 8月4日
- 中国—东盟（10＋1）外长会、东盟与中日韩（10＋3）外长会、东亚峰会外长会和东盟地区论坛外长会等东亚合作系列外长会在马来西亚吉隆坡举行[3][4]。

## 8月5日
- 在喀山游泳世锦赛男子800米自由泳决赛中，孙杨以7分39秒96的成绩夺金，创造了个人在这一项目的世锦赛三连冠[5][6]。
- 山西卫视《山西新闻联播》宣布，中共山西省委决定张吉福任大同市委委员、常委、书记；王宇燕任运城市委委员、常委、书记[7][8]。

## 8月6日
- 中华人民共和国国务院办公厅印发《关于同意在上海等9个城市开展国内贸易流通体制改革发展综合试点的复函》，同意在上海市、南京市、郑州市、广州市、成都市、厦门市、青岛市、黄石市和义乌市9个城市开展国内贸易流通体制改革发展综合试点[9][10]。
- 最高人民法院8月6日举行新闻发布会，通报《最高人民法院关于审理民间借贷案件适用法律若干问题的规定》的有关情况。该《规定》将于9月1日起施行[11][12]。

## 8月7日
- 中国证监会投资者保护局原局长严重违纪违法李量被“双开”[13][14][15]。

## 8月10日
- 中国人民银行发布公告称，将于2015年11月12日起发行2015年版第五套人民币100元纸币[16]。

## 8月11日
- 一部以举报为目的的《窦娥冤》在杭州宋城集团总部门前上演，宋城集团执行总裁宣布向中央纪委实名举报浙江省高级人民法院院长齐奇 (法官)失职渎职、干扰司法公正。浙江省高级人民法院其后称，已得知该事件，目前正在核实[17][18][19]。

## 8月12日
- 北京时间12日晚上22:50左右，2015年天津滨海新区发生火灾。約在23:30分左右发生兩次爆炸严重的爆炸事件。爆炸事故导致44人死亡，住院521人，其中重症伤员52人。预计失联人数超过21人[20][21][22][23][24]。

## 8月13日
- 一汽集团公司原董事长徐建一严重违纪违法被双开[25][26][27][28][29][30]。

## 8月14日
- 国家网信办依法查处50家传播涉天津港火灾爆炸事故谣言网站。一些网站或随意编发 “天津大爆炸死亡人数至少1000人”、“方圆一公里无活口”、“天津已混乱无序、商场被抢”、“天津市主要领导调整”等谣言，或任由网站用户上传来自微博、微信的相关谣言。对车夫网、美行网、军事中国网等18家网站采取永久关闭、注销备案处罚措施，对新鲜军事网、0668论坛、艾泽拉斯国家地理论坛等32家网站采取暂行关闭1个月的处罚措施[31][32][33][34]。
- 中共江苏省委原常委赵少麟“严重违纪违法被开除党籍”[35]。同日，赵少麟被立案审查并采取强制措施。赵少麟的儿子就是被称为“最牛开发商”、在天津想整谁就整谁的赵晋[36][37]。

## 8月15日
- 从15日上午起，在对爆炸核心区空气和土壤进行周密监测之后，在北京卫戍区某防化团官兵组成的国家核生化救援队对爆炸核心区展开了全面的生命搜救。国家核生化应急救援队217名官兵13日下午陆续赶到天津滨海新区，并进入爆炸现场展开了救援[38][39][40][41]。
- 8月15日上午10时，天津滨海新区爆炸事故第四次新闻发布会过程中，多位天津港消防队员家属企图撞门而入被拦住。从央视的直播的发布会视频中可以明显看到发言人中断并维护秩序要求现场安静。新闻发布会结束之后，现场有失联消防人员家属堵在门口，引起骚乱。据了解，打断发布会的，是编制不属于中国消防系统的天津港公安局消防支队四中队、五中队的家属。8月14日，财新网从多方面确认，天津8·12爆炸事故发生时，编制并不属于中国消防系统的天津港公安局消防支队三支队伍，先于公安消防官兵抵达现场救火。但爆炸发生后，他们的伤亡情况暂未被当地官方提及[42]。
- 截止15日，天津港“8·12”瑞海公司危险品仓库特别重大火灾爆炸事故死亡人数已上升至104人，天津各医院已收治住院伤员722人，其中危、重症伤员58人[43]。在医院收治的伤者中还没有出现死亡情况。截至截至15号下午5点，又搜救出2人，搜救总人数达到46人[44][45]。

## 8月16日
- 16日下午，国务院总理李克强抵达天津爆炸现场视察工作并召开会议，表示“权威发布跟不上，谣言就会满天飞”、“要彻查追责，给遇难者家属和历史一个交代”。李克强在接受香港有线采访时也表示，中国政府将彻查这起事故，消防员没有“编外”的说法，都是英雄。[46][47]
- 尉健行同志遗体在北京八宝山革命公墓火化。习近平、李克强、张德江、俞正声、刘云山、王岐山、张高丽、胡锦涛等前往八宝山送别，江泽民在外地送花圈表示哀悼。尉健行于2015年8月7日上午在京去世，享年85岁，生前曾任十五届中央政治局常委，十四大、十五大连续两届当选为中纪委书记[48][49][50][51]。

## 8月17日
- 最高检介入天津“8·12”爆炸事故调查[52][53][54][55][56]。
- 中国最北高寒高铁哈尔滨至齐齐哈尔高铁正式开通运营，最快运行时间由原来的约3小时缩短至约85分钟[57][58]。
- 第四十三届世界技能大赛在巴西圣保罗闭幕[59]。中国代表团取得了4金6银3铜、12个优胜奖的优异成绩，创造了中国代表团最好成绩，实现了金牌“零”的突破[60][61][62]。

## 8月19日
- 天津港“8.12”特别重大火灾爆炸事故死伤惨重，截至周三（19日），确认至少114人死亡，700人受伤，而遇难者中大部分是消防队员[63]。这次爆炸导致门窗受损的周边居民户数达到17000多户，另外还有779家商户受损。联合国专家批当局缺乏透明度。BBC记者在医院找到一名当时在现场被炸伤的消防队员，天津港消防队4中队通讯班班长全力。妻子张素梅是消防队的炊事员，去年进消防队的，12日在爆炸中遇难。他回忆了火灾初起时的情形：这次不一样，谁都不知道是什么着火了[64][65]。
- 经李克强总理签批，国务院印发《关于同意将江西省瑞金市列为国家历史文化名城的批复》，同意将瑞金市列为国家历史文化名城[66][67]。

## 8月20日
- 中国首个农房地震保险试点在云南省大理白族自治州启动[68][69]。

## 8月22日
- 2015年北京国际田联世界田径锦标赛在国家体育场开幕，国家主席习近平出席开幕式并宣布锦标赛开幕[70][71][72]。
- 国务院安委会召开全体会议强调：狠抓责任落实，强化隐患整治，完善体制机制，全面提升危化品等安全管理和应急处置能力[73][74][75]。
- 2015年8月22日20时56分，发生于山东润兴化工科技有限公司的爆炸事故，8月23日凌晨1时50分，明火已全部扑灭。清理现场时发现一名死者，死者系本厂职工。经环保部门检测，未检出特征污染物，事故原因正在进一步调查中。澎湃新闻：淄博爆炸化工厂去年被环保局处罚，涉未批先建。爆炸化工厂距民宅不足1公里，事发前淄博正开展安全大检查[76][77]。
- 2015年中国500强企业高峰论坛在广西南宁举行，中国企业联合会、中国企业家协会发布了2015年中国企业500强等榜单，中石化以2.89万亿元的营业收入第十一年蝉联榜首[78][79]。

## 8月23日
- 第二十二届国际历史科学大会在山东济南开幕，国家主席习近平发来贺信[80][81]。

## 8月24日
- 8月24日至25日，中央第六次西藏工作座谈会在北京召开，习近平出席会议并发表讲话[82][83][84]。
- 阅兵联合指挥部负责人表示，9月3日首次安排将军领队，共安排50多名将军受阅，包括中将指挥员、少将指挥员[85][86]。

## 8月26日
- 天津市交通委行政审批处处长董永存坠楼身亡[87]。
- 画家陈坚斥电影《开罗宣言》侵权。对比电影《开罗宣言》的海报与油画《公元》，无论是背景的设置还是前方道具的摆放，都和这幅创作于十多年前的油画如出一辙。陈坚表示，有个别刻意的改动甚至可以说已经违背了史实。这已不是单纯的“借鉴”，而是赤裸裸的抄袭和侵权[88]。

## 8月27日
- 前中共中央副主席汪东兴同志遗体在京火化[89][90][91]。汪东兴同志因病于2015年8月21日5时28分在北京逝世，享年100岁[92][93][94]。
- 经最高人民检察院指定管辖，河南省人民检察院以涉嫌贿赂犯罪对人民网高管廖玒、陈智霞立案侦查并采取强制措施[95][96][97][98]。

## 8月29日
- 下午，全国人大常委会表决通过刑法修正案。嫖宿幼女罪在中華人民共和國的刑法修正案中被删除。取消了走私武器、弹药罪、走私核材料罪、走私假币罪、伪造货币罪、集资诈骗罪、组织卖淫罪、强迫卖淫罪、阻碍执行军事职务罪、战时造谣惑众罪九个死刑罪名。同时还进一步提高了对死缓罪犯执行死刑的门槛。其中对处罚贪污罪增加一款规定：犯贪污、受贿罪，被判处死刑缓期执行的，法院根据犯罪情节等情况，可以同时决定在其死刑缓期执行二年期满依法减为无期徒刑后，可處以终身监禁，不得减刑、假释[99]。

- 习近平签署特赦令，对四类服刑罪犯实行特赦[100][101]。贪污受贿，故意杀人、强奸、抢劫、绑架、放火、爆炸、投放危险物质或者有组织的暴力性犯罪，黑社会性质的组织犯罪，危害国家安全犯罪，恐怖活动犯罪的，有组织犯罪的主犯以及累犯除外[102][103]。